# Río Yuspe
Río Yuspe är ett vattendrag i Argentina.   Det ligger i provinsen Córdoba, i den centrala delen av landet, 700 km nordväst om huvudstaden Buenos Aires.
Trakten runt Río Yuspe består i huvudsak av gräsmarker. Runt Río Yuspe är det ganska tätbefolkat, med 75 invånare per kvadratkilometer.